# Gare de Tournus
La gare de Tournus est une gare ferroviaire française de la ligne de Paris-Lyon à Marseille-Saint-Charles, située sur le territoire de la commune de Tournus, dans le département de Saône-et-Loire, en région Bourgogne-Franche-Comté.
Elle est mise en service en 1854 par la Compagnie du chemin de fer de Paris à Lyon (PL) ; le bâtiment voyageurs est dû à l'architecte Alexis Cendrier. C'est une gare voyageurs de la Société nationale des chemins de fer français (SNCF) du réseau TER Bourgogne-Franche-Comté desservie par des trains express régionaux.

## Situation ferroviaire
Établie à 194 m d'altitude, la gare de Tournus est située au point kilométrique (PK) 407,753 de la ligne de Paris-Lyon à Marseille-Saint-Charles, entre les gares ouvertes de Sennecey-le-Grand et Fleurville - Pont-de-Vaux.

## Histoire
La « station de Tournus » est mise en service le 10 juillet 1854 par la Compagnie du chemin de fer de Paris à Lyon (PL), lorsqu'elle ouvre à l'exploitation la section de Chalon (Saint-Côme) à Lyon (Vaise), de sa ligne de Paris à Lyon.

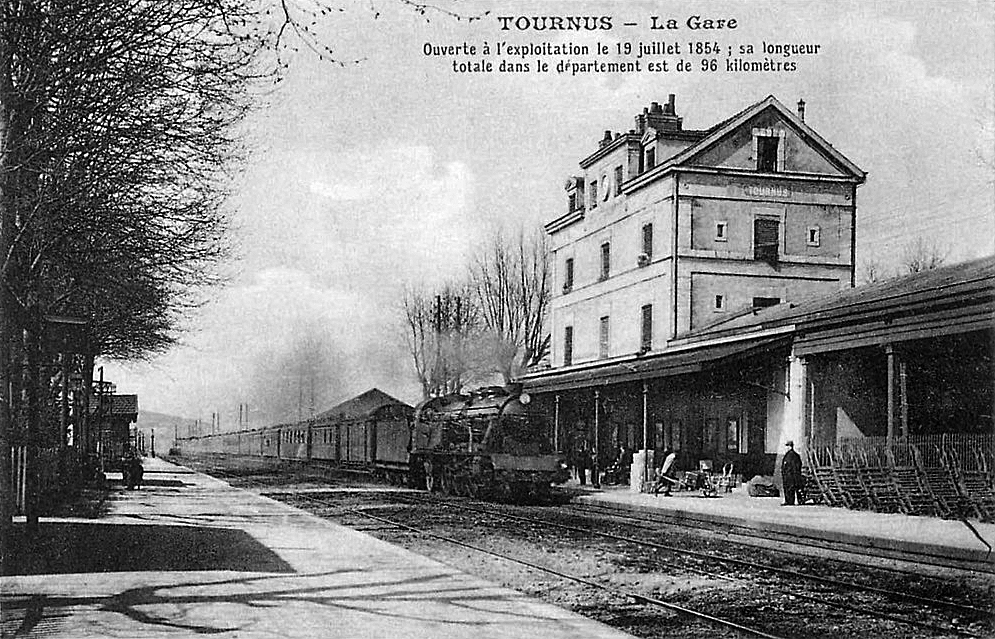
La gare dans la première moitié du XXe siècle.

Gare intermédiaire, elle comporte un bâtiment voyageurs dû à l'architecte de la Compagnie PL Alexis Cendrier. Il est composé de trois travées, avec deux étages et combles.
En 1881, on installe l'éclairage au gaz dans la gare.
En 1894, on procède à l'agrandissement des installations de débord.
En 1904, les bâtiments de la gare nécessitent des travaux de réparations.
La gare de Tournus figure dans la nomenclature 1911 des gares, stations et haltes, de la Compagnie des chemins de fer de Paris à Lyon et à la Méditerranée (PLM). Elle porte le no 6 de la ligne de Paris à Marseille et à Vintimille (4e section). C'est une gare ouverte partiellement, au service complet de la Grande Vitesse (GV) et la Petite Vitesse (PV).
La gare est fermée au service Fret SNCF, le 1er juillet 2006.
Le 16 juillet 2008, le Conseil régional de Bourgogne inaugure la rénovation de la gare de Tournus, qui enregistre une croissance des passages avec plus de 205 000 voyageurs par an, et une desserte de près de 50 trains TER quotidiens en semaine, du lundi au vendredi.

## Fréquentation
De 2015 à 2022, selon les estimations de la SNCF, la fréquentation annuelle de la gare s'élève aux nombres indiqués dans le tableau ci-dessous.
| Année                      | 2015    | 2016    | 2017    | 2018    | 2019    | 2020    | 2021    | 2022    |
| -------------------------- | ------- | ------- | ------- | ------- | ------- | ------- | ------- | ------- |
| Voyageurs                  | 276 964 | 244 230 | 264 609 | 238 990 | 283 246 | 252 911 | 323 755 | 411 023 |
| Voyageurs et non voyageurs | 346 205 | 305 288 | 330 762 | 298 738 | 354 058 | 316 138 | 404 693 | 513 779 |

## Service des voyageurs

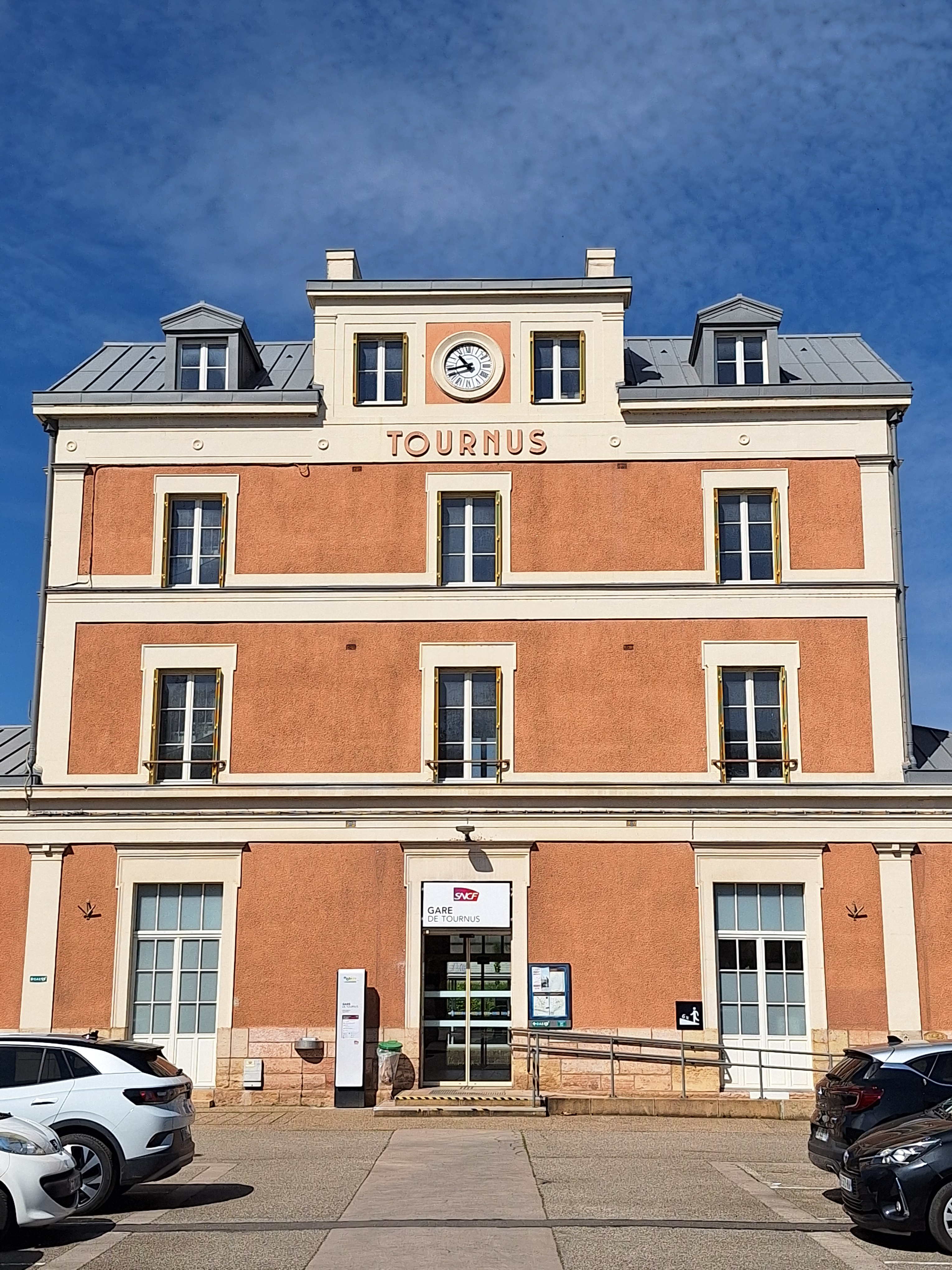
Le bâtiment voyageurs côté ville en 2024.

### Accueil
Gare de la SNCF, elle dispose d'un bâtiment voyageurs (ouvert du lundi au samedi de 6 h à 22 h 30, et le dimanche et les jours fériés de 7 h à 22 h 30) avec guichet (ouvert du lundi au jeudi de 8 h 30 à 12 h 30 et de 13 h 30 à 17 h, le vendredi de 11 h 45 à 18 h, et fermé le week-end). Elle est notamment équipée d'automates pour l'achat de titres de transport, ainsi que d'une salle d'attente. Comme gare « Accès TER », elle dispose d'aménagements, d'équipements et services pour les personnes à mobilité réduite.

### Desserte
Tournus est une gare voyageurs du réseau TER Bourgogne-Franche-Comté, desservie par des trains express régionaux des relations Dijon-Ville (ou Paris-Bercy) à Lyon-Perrache (ou Lyon-Part-Dieu), et Chalon-sur-Saône à Mâcon-Ville.

### Intermodalité

#### Autocars régionaux
La gare est desservie par deux lignes régulières de car Mobigo :
- Ligne 713 : Tournus ↔ Louhans ;
- Ligne 714 : Mâcon ↔ Chalon-sur-Saône.

#### Stationnement
Un parc à vélos et un parking sont aménagés à ses abords.